# واراتا

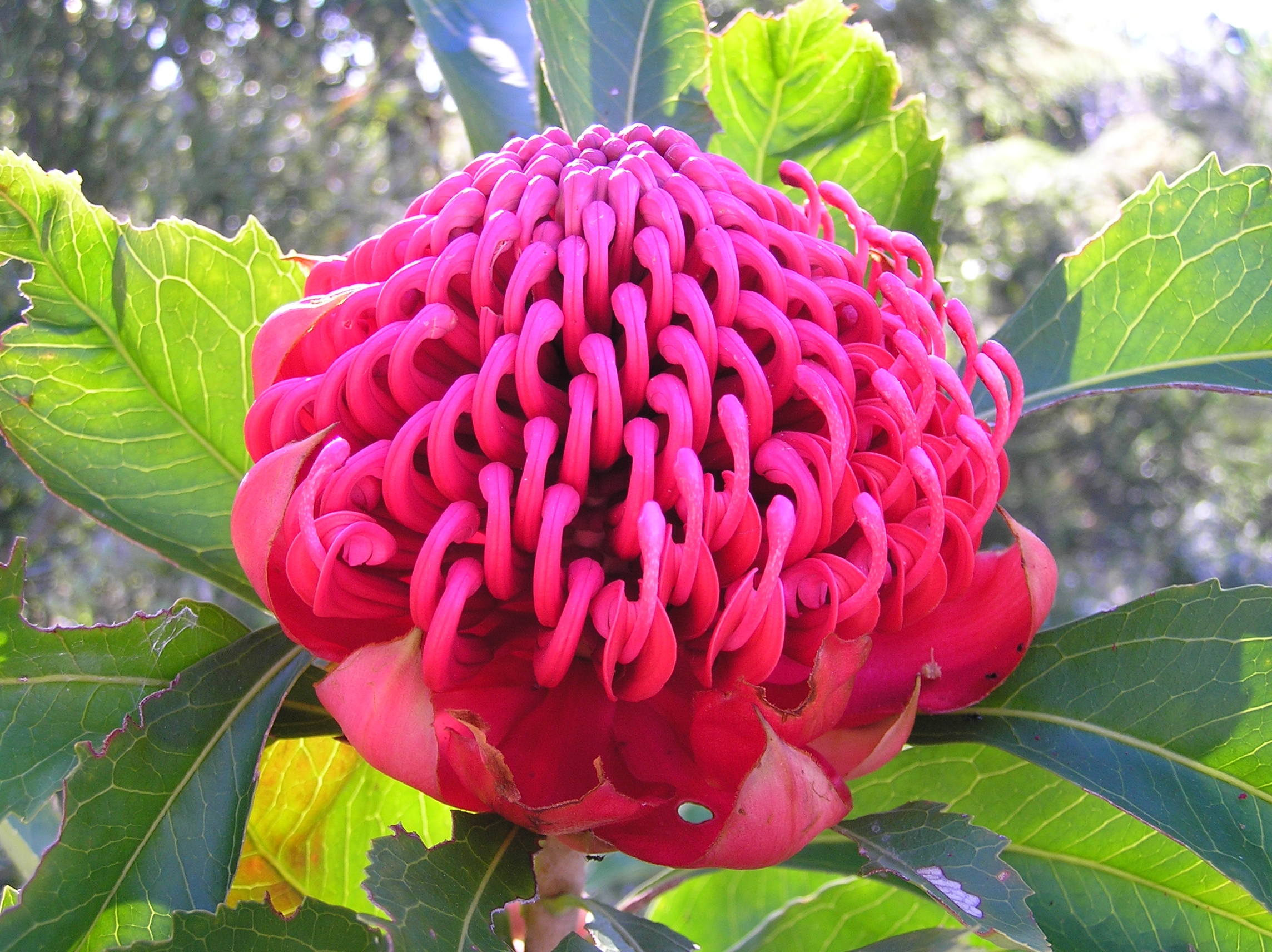
زهرة الواراتا

واراتا (الاسم العلمي: Telopea speciosissima)شجيرة قصبية طويلة. أزهارها حمراء زاهية وذات أوراق جلدية وقرن جلدي وبذرة مجنحة. ينمو هذا الشجر في أستراليا فقط. وهناك خمسة أنواع من هذا الشجر، ثلاثة في منطقة نيو ساوث ويلز، وواحد في فيكتوريا، وواحد في تاسمانيا.

## الأنواع
هناك 5 أنواع من جنس الواراتا:
| الإسم الشائع                          | الإسم العلمي          | المكتشف                      | صورة | مناطق الانتشار                                        |
| ------------------------------------- | --------------------- | ---------------------------- | ---- | ----------------------------------------------------- |
| واراتا جبل طارق أو واراتا نيو إنجلاند | Telopea aspera        | بيتر ويستون ومايك كريسب      |      | شمال شرق نيوساوث ويلز                                 |
| واراتا نيو ساوث ويلز                  | Telopea speciosissima | روبرت براون (جيمس سميث)      |      | شرق نيوساوث ويلز                                      |
| واراتا جيبسلاند أو واراتا فيكتوريا    | Telopea oreades       | فرديناند فون مولر            |      | شرقي جيبسلاند في فيكتوريا، وفي أقصى جنوب نيوساوث ويلز |
| واراتا تاسمانيا                       | Telopea truncata      | روبرت براون (جاك لابيارديير) |      | جنوب هوبارت، وقد تم تربيتها في تاسمانيا               |
| واراتا بريدوود أو واراتا مونغا        | Telopea mongaensis    | إدوين شيل                    |      | جنوب شرق نيوساوث ويلز                                 |